# Max Catto
Maxwell „Max“ Jeffrey Catto (* 29. Juli 1907 in Manchester; † 12. März 1992) war ein britischer Schriftsteller, der auch unter den Pseudonymen Max Finkell und Simon Kent veröffentlichte.

## Leben
Catto wurde 1907 als Maxwell Jeffrey Catto in Manchester geboren. Nach einem Studienabschluss in Elektrotechnik an der University of Manchester zog er nach London, wo er fortan lebte. In den 1930er Jahren begann er zu schreiben, ab 1937 wurden seine Werke veröffentlicht, darunter die Theaterstücke Green Waters (1937) und They Walk Alone (1939) sowie die Romane River Junk (1937) und The Hairy Man (1939).
Während des Zweiten Weltkriegs diente er in der Royal Air Force. Nach dem Krieg nahm er seine Arbeit als Autor von Abenteuerromanen wieder auf, von denen einige unter dem Pseudonym Simon Kent erschienen. Exotische Schauplätze, wie die Karibik in Spiel mit dem Feuer (Fire Down Below, 1954), und viel Action, wie in Der Teufel kommt um vier (The Devil at Four O’Clock, 1958), kennzeichneten seine Werke. Einige seiner Bücher wurden ins Deutsche übersetzt. Seine Romane dienten auch als literarische Vorlage für Kinofilme, etwa für Carol Reeds Zirkusdrama Trapez (1956) mit Burt Lancaster, Tony Curtis und Gina Lollobrigida, für den Abenteuerfilm Spiel mit dem Feuer (1957) mit Rita Hayworth, Robert Mitchum und Jack Lemmon oder für Mervyn LeRoys Der Teufel kommt um vier (1961) mit Spencer Tracy und Frank Sinatra.
Catto war ab 1932 mit Jane Catto verheiratet und hatte einen Sohn.

## Werke (Auswahl)
Romane
- River Junk (1937)
- The Hairy Man (1939)
- Ginger Charley (1939)
- The Flanagan Boy (1949)
- The Killing Frost (1950) – Unwiderruflich
- For the Love of Doc (1951)
- The Sickle (1952)
- The Mummers (1953)
- A Prize of Gold (1953)
- Gold in The Sky (1956) – Der lange Weg nach Kimungu
- The Devil at Four O’Clock (1958) – Der Teufel kommt um vier
- The Melody of Sex (1959)
- Mister Moses (1961) – Mister Moses
- D-Day in Paradise (1963)
- The Tiger in the Bed (1963) – Männer wie Tiger
- I Have Friends in Heaven (1965)
- Love from Venus (1965) – Die Liebe der Venus
- Bird on the Wing (1966)
- The Banana Men (1967)
- Murphy’s War (1969)
- King Oil (1970)
- The Fattest Bank in New Orleans (1971)
- Sam Casanova (1973)
- Mister Midas (1976)
- The Empty Tiger (1977)

Romane unter dem Pseudonym Simon Kent
- Fleur-de-Lys Court (1950)
- A Hill in Korea (1953)
- Fire Down Below (1954) – Spiel mit dem Feuer
- The Doctor on Bean Street (1954)
- Ferry to Hong Kong (1957) – Fähre nach Hongkong
- The Lions at the Kill (1959) – Die Beute der Löwen
- Charlie Gallagher My Love! (1960)

Theaterstücke
- Green Waters (1937)
- They Walk Alone (1939)
- Punch Without Judy (1940)

## Filmografie (Auswahl)
Literarische Vorlage
- 1948: Tochter der Finsternis (Daughter of Darkness) – Regie: Lance Comfort (mit Anne Crawford)
- 1953: Teufel in Blond (Bad Blonde/The Flanagan Boy) – Regie: Reginald Le Borg (mit Barbara Payton)
- 1955: Kennwort: Berlin-Tempelhof (A Prize of Gold) – Regie: Mark Robson (mit Richard Widmark)
- 1956: Trapez (Trapeze) – Regie: Carol Reed (mit Burt Lancaster, Tony Curtis und Gina Lollobrigida) nach The Killing Frost
- 1956: An vorderster Front (A Hill in Korea) – Regie: Julian Amyes (mit George Baker)
- 1957: Spiel mit dem Feuer (Fire Down Below) – Regie: Robert Parrish (mit Rita Hayworth, Robert Mitchum und Jack Lemmon)
- 1959: Fähre nach Hongkong (Ferry to Hong Kong) – Regie: Lewis Gilbert (mit Curd Jürgens und Orson Welles)
- 1960: Sieben Diebe (Seven Thieves) – Regie: Henry Hathaway (mit Edward G. Robinson) nach The Lions at the Kill
- 1961: Der Teufel kommt um vier (The Devil at 4 O’Clock) – Regie: Mervyn LeRoy (mit Spencer Tracy und Frank Sinatra)
- 1965: Südlich vom Pangani-Fluß (Mister Moses) – Regie: Ronald Neame (mit Robert Mitchum)
- 1971: Das Wiegenlied der Verdammten (Murphy’s War) – Regie: Peter Yates (mit Peter O’Toole)